# Abstracción constructiva
Abstracción constructiva es la denominación de un movimiento artístico de los años cuarenta y cincuenta, dentro del arte abstracto español, al que se asocian Pablo Palazuelo, Jorge Oteiza y Eusebio Sempere.
No debe confundirse con el constructivismo, una de las vanguardias históricas.